# Den allvarsamma leken (film, 1945)
Den allvarsamma leken är en svensk dramafilm från 1945 i regi av Rune Carlsten. I huvudrollerna ses Viveca Lindfors, Olof Widgren och Eva Dahlbeck.

## Handling
Arvid Stjärnblom är en fattig journalist. På besök i skärgården träffar han den levnadsglada Lydia Stille. De har ett kort men passionerat förhållande. Lydia gifter sig dock med en betydligt äldre man. Strax därefter gifter sig även Arvid. Många år senare träffas de igen och passionens lågor har aldrig slocknat; dessutom är de trötta på sina konventionella äktenskap.

## Om filmen
Filmen premiärvisades den 26 november 1945 på biograf Grand i Stockholm och på biograf Roxy i Örebro. Den spelades in vid Centrumateljéerna i Stockholm med exteriörer från Johannes kyrkogård med flera platser i Stockholm av Karl-Erik Alberts. Som förlaga har man Hjalmar Söderbergs roman Den allvarsamma leken som utgavs 1912. En ny filmatisering av romanen gjordes som en svensk-norsk samproduktion i regi av Anja Breien 1977, se Den allvarsamma leken (film, 1977).
Den allvarsamma leken har visats i SVT, bland annat i september 2019, i juni 2021 och i oktober 2022.

## Rollista i urval
- Viveca Lindfors – Lydia Stille
- John Ekman – Anders Stille, hennes far, konstnär
- Olof Widgren – Arvid Stjärnblom, journalist
- Åke Claesson – doktor Markus Roslin, konsthistoriker och arkeolog
- Eva Dahlbeck – Dagmar Randel
- Gösta Cederlund – redaktör Markel
- Josua Bengtson – grosshandlare Jakob Randel, Dagmar far
- Hjördis Petterson – fru Randel, Dagmars styvmor
- Hugo Björne – Doncker, chefredaktör på Nationalbladet
- Gunnar Sjöberg – baron Freutiger
- Ulf Palme – Ture Törne, skådespelare och sångare
- Renée Björling – Ester Roslin, Markus Roslins syster
- Carl-Axel Hallgren – sångaren på festen
- Per Oscarsson – Filip Stille, Lydias bror
- Sven Lindberg – notarie Lovén
- Ruth Weijden – Augusta, Stilles hushållerska
- Birger Malmsten – Kaj Lidner, författare och journalist
- Carl Deurell – Arvid Stjärnbloms far

## Mottagande
Georg Svensson skrev i BLM nr 1 1946: "Sakta, sakta, varsamt, varsamt glider bokens viktigare scener förbi, och de är väl nog så riktigt återgivna men utan större artisteri. Och försöket att ge tidston har stannat vid ansatser och stupar ibland på rena slarvfel. Varför ge Lydia till reslektyr på skärgårdsbåten en bok som handlar om striderna i Narvik 1940 och Arvid på hans kontinentresa en 'Buch der Lieder' i Jan förlags upplaga? Järnvägsvagnen som han stiger upp i är en stålvagn av modernaste konstruktion, men den farvälviftande Lydia är klädd i 1910 års mode. En fyrtio år gammal järnvägsvagn skulle det gunås inte ha varit svårt att få tag i." Filmkritikern Robin Hood ansåg bland annat att filmen var "otvivelaktigt tråkig".

## Musik i filmen
- Kvartett, stråkar, nr 7, op. 59:1, F-dur. Adagio (Rasumovskijkvartett, nr 1), kompositör Ludwig van Beethoven
- En gång i bredd med dej, sång Viveca Lindfors
- Böljan sig mindre rör, kompositör Carl Michael Bellman, sång Per Oscarsson, Sven Lindberg och Gunnar Sjöberg
- Romans. ur Si j'étais roi (Romans. ur Konung för en dag), kompositör Adolphe Adam, fransk text Adolphe d'Ennery och Jules Brésil svensk text Ernst Wallmark, sång Sven Lindberg
- Gute Nacht (God natt), kompositör Adolf Eduard Marschner, sång Sven Lindberg, Olof Widgren och Gunnar Sjöberg
- Sonat, piano, nr 8, op. 13, c-moll, "Pathétique" (Pathétique), kompositör Ludwig van Beethoven
- Vous qui faites l'endormie. ur Faust" (Skall jag då så länge vänta/Mefistofeles serenad), kompositör Charles Gounod, fransk text Jules Barbier och Michel Carré, svensk text Ernst Wallmark, sång Carl-Axel Hallgren
- Romans" (I rosens doft, i blomsterlundens gömma), kompositör Prins Gustaf, text Herman Sätherberg, framförs på mandolin av okänd man
- Kvartett, stråkar, nr 7, op. 59:1, F-dur. Sats 1" (Rasumovskijkvartett, nr 1. Sats 1), kompositör Ludwig van Beethoven
- Wein, Weib und Gesang, vals, op. 333, kompositör Johann Strauss d.y., framförs instrumentalt på piano
- Champagnegalop" (Champagnegalopp), kompositör Hans Christian Lumbye, framförs instrumentalt på piano
- I Åre, kompositör Arthur Hedström, framförs instrumentalt på piano
- Johohoe! Johohohoe! Traft ihr das Schiff im Meer an. ur Der fliegende Holländer" (Johohoe! Johohohoe! Ett skepp kring vida havet går/Sentas ballad. ur Den flygande holländaren), kompositör och tysk text Richard Wagner svensk text Fritz Arlberg, framförs av okänd sångare
- Moderato, h-moll, kompositör Felix Mendelssohn-Bartholdy
- Yes, My Darling Daughter" (Ja, min flicka lilla), kompositör och engelsk text Jack Lawrence, svensk text Karl-Lennart, instrumental
- Kvartett, stråkar, nr 13, D. 804, op. 29:1, a-moll. Sats 3" (Rosamunda. Sats 3), kompositör Franz Schubert
- Kvartett, stråkar, nr 13, D. 804, op. 29:1, a-moll. Scherzo" (Rosamunda. Scherzo), kompositör Franz Schubert
- Sov i ro" (Re'n mörkt det blir i kvällen), kompositör Ferdinand Möhring, tysk text Emanuel Geibel och Ferdinand Möhring
- Kvartett, stråkar, nr 13, D. 804, op. 29:1, a-moll. Sats 1" (Rosamunda. Sats 1), kompositör Franz Schubert
- Etyd, piano, op. 25, nr 3, F-dur, kompositör Frédéric Chopin, framförs instrumentalt på piano

## DVD
Filmen gavs ut på DVD 2016.